# Caddoowe
Caddoowe is een gehucht in het zuidwesten van het District Zeila, regio Awdal, in de niet-erkende staat Somaliland (en dus formeel nog steeds gelegen in Somalië).
Caddoowe ligt ca. 119 km ten zuidwesten van de districtshoofdstad Zeila in het meest westelijke deel van het Ogo- (of Galgodon)-hoogland, op meer dan 1000 m hoogte en op minder dan 5 km van de grens met Ethiopië. Dorpen in de buurt zijn Mashruuca Dibira Weyn (10,7 km zuidelijk) en Abdol Ghadar (11,9 km naar het oosten). Caddoowe bestaat uit een aantal losse omheinde hutjes op enige afstand van elkaar, van straatjes o.i.d. is geen sprake. Er is een kleine moskee.
Klimaat: Caddoowe heeft een tropisch savanneklimaat dat beïnvloed wordt door de hoogte waarop het dorp ligt. De gemiddelde jaartemperatuur is er 24,4 °C. Juni is de warmste maand, gemiddeld 29,1 °C; januari is het koelste, gemiddeld 19,8 °C. De jaarlijkse regenval bedraagt ca. 336 mm (ter vergelijking: in Nederland ca. 800 mm). Er valt het hele jaar neerslag maar met een lage 'piek' in april en een hogere 'piek' in het regenseizoen, van juli-september. Augustus is de natste maand met ca. 71 mm neerslag. De periode van oktober - januari is relatief droog.